# His Desperate Deed
His Desperate Deed é um filme norte-americano de 1915, do gênero drama, produzido pela Biograph Company e distribuído por General Film Company.

## Elenco
- Kate Bruce
- Harry Carey
- Blanche Sweet
- Charles West - (como Charles H. West)